# Polietes
Polietes is een geslacht van insecten uit de familie van de echte vliegen (Muscidae), die tot de orde tweevleugeligen (Diptera) behoort.

## Soorten
- P. domitor (Harris, 1780)
- P. griseocaerulea (Malloch, 1923)
- P. hirticrura Meade, 1887
- P. hirticrus Meade, 1887
- P. lardarius (Fabricius, 1781)
- P. major (Ringdahl, 1926)
- P. meridionalis Peris & Llorente, 1963
- P. nigrolimbatus (Bonsdorff, 1866)
- P. orichalceoides (Huckett, 1965)
- P. steinii (Ringdahl, 1913)